# Kickxia aegyptiaca
Kickxia aegyptiaca är en grobladsväxtart. Kickxia aegyptiaca ingår i släktet spjutsporrar, och familjen grobladsväxter.

## Underarter
Arten delas in i följande underarter:
- K. a. aegyptiaca
- K. a. battandieri
- K. a. fruticosa
- K. a. palaestina
- K. a. tibestica
- K. a. virgata